# Candillargues
Candillargues é uma comuna francesa na região administrativa de Occitânia, no departamento de Hérault. Estende-se por uma área de 8,23 km². Em 2010 a comuna tinha 1 821 habitantes (densidade: 221,3 hab./km²).